# Cancha peruana

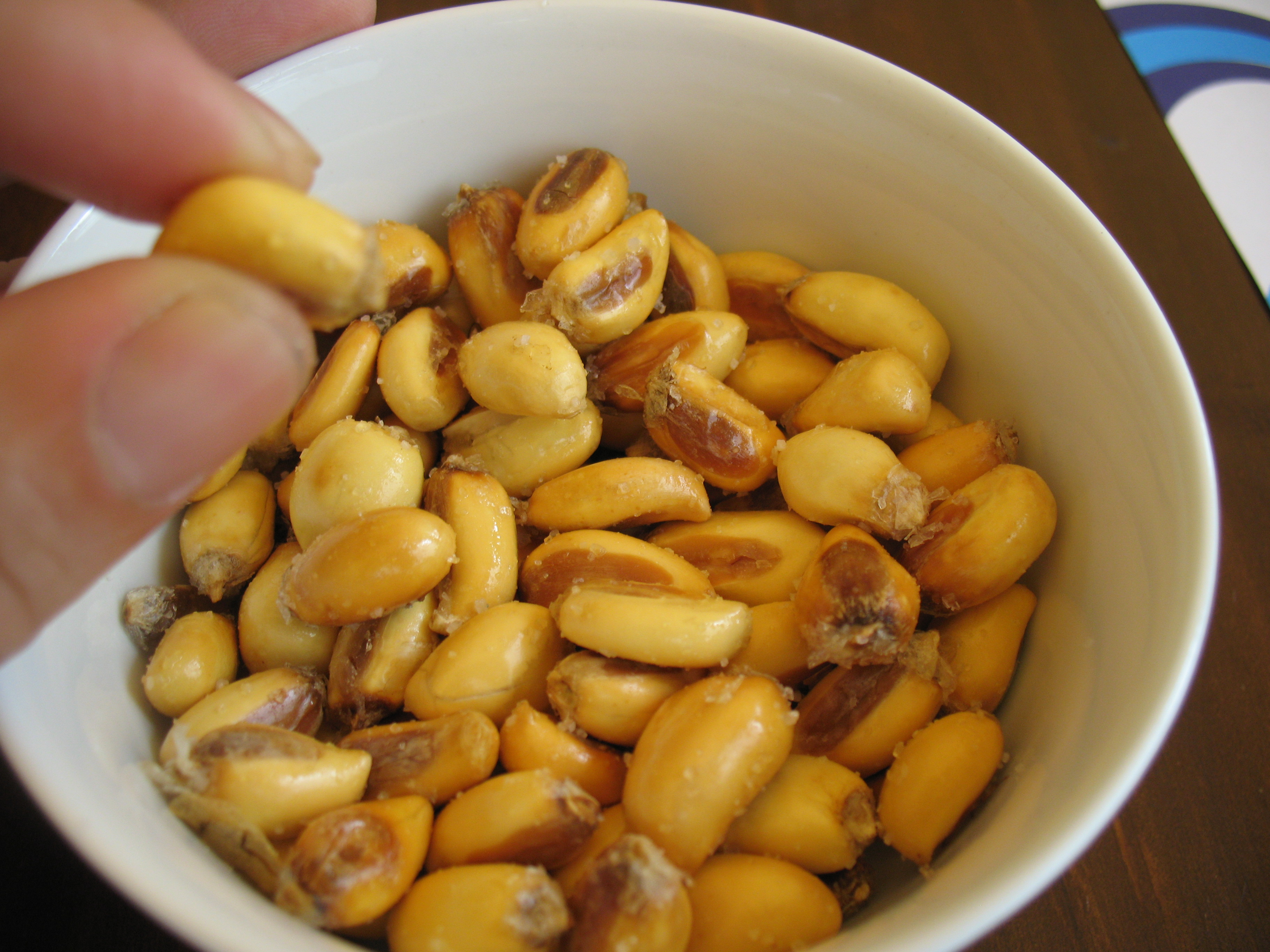
Uma tigela com cancha.

A cancha o cancha serrana (como é tradicionalmente conhecida no Peru) é uma guarnição típica da culinária andina. Também é conhecido como milho torrado na cozinha boliviana e equatoriana.
É usado como lanche ou como acompanhamento de pratos como ceviche, porco frito, carne assada e outros pratos tradicionais próprios da região.
Na língua quíchua, também é conhecido como camcha ou kancha.
As variedades de milho do Peru têm um grande número de tipos e usos culinários, para fazer acancha serrana é geralmente usado o milho branco ou chullpi.
Para a sua preparação esquenta-se uma panela de barro ou uma panela com um pouco de manteiga ou óleo; depois, os grãos de milho são adicionados com um pouco de sal e então removidos constantemente até o milho ficar dourado.

Não deve ser confundido com canchita, nome dado no Peru à pipoca.